# 전장포항
전장포항(前場浦港, Jeonjangpo Fishing Port)은 전라남도 신안군 임자면 도천리에 있는 어항이다. 1991년 1월 1일 국가어항으로 지정되었으며, 관리청은 해양수산부 서해어업관리단, 시설관리자는 신안군수이다.

## 연혁
- 전라남도 신안군 임자도의 북동 측에 위치하고 있는 전장포항은 임자면 토질이 사양토로 자연산 들깨가 많이 생산된다고 해서 임자도라 했으며 새우의 집산지이다.
- 전장포항은 1993년 기본시설에 대한 계획을 수립하고 1995년 실시설계 및 착공을 했으며 1998년 기본시설을 완공하고 2000년 정비계획을 수립했다.[1]

## 어항구역
본 항의 어항구역은 다음과 같다.
- 수역[2]
  - 기설 선착장 기부(위판장 앞)를 중심으로 반경 450m 선을 따라 형성된 공유수면
- 육역[3]
  - 전라남도 신안군 임자면 도찬리 25-41 (1필지)